# Violaszárnyú papagáj
A violaszárnyú papagáj (Brotogeris cyanoptera), korábban kékszárnyú tirika vagy kékszárnyú gusztávpapagáj, a madarak osztályának papagájalakúak (Psittaciformes) rendjébe és a papagájfélék (Psittacidae) családjába tartozó faj.

## Rendszerezése
A fajt Tommaso Salvadori olasz ornitológus írta le 1891-ben, a Sittace nembe Sittace cyanoptera néven.

## Alfajai
- Brotogeris cyanoptera beniensis (Gyldenstolpe, 1941)
- Brotogeris cyanoptera cyanoptera (Pelzeln, 1870)
- Brotogeris cyanoptera gustavi (Berlepsch, 1889)

## Előfordulása
Bolívia, Brazília, Kolumbia, Ecuador, Peru és Venezuela területén honos. Természetes élőhelyei a szubtrópusi és trópusi síkvidéki esőerdők és szavannák. Állandó, nem vonuló faj.

## Megjelenése
Testhossza 18–20 centiméter, testtömege 67 gramm. Kék szárnya inkább repülés közben látszik.
|  |

## Természetvédelmi helyzete
Az elterjedési területe rendkívül nagy, egyedszáma pedig stabil. A Természetvédelmi Világszövetség Vörös listáján nem fenyegetett fajként szerepel.

## Külső hivatkozások
- Képek az interneten a fajról
- Internet Bird Collection - videók a fajról
- Xeno-canto.org - a faj hangja és elterjedési területe